# حوزه انتخابیه هجدهم ایلینوی
حوزه انتخابیه هجدهم ایلی‌نوی یک حوزه انتخابیه مجلس نمایندگان آمریکا است که در ایالت ایلی‌نوی قرار دارد.